# Ирбитское
Ирби́тское (Таушканское) — озеро на территории муниципального округа Сухой Лог Свердловской области. Входит в состав государственного ландшафтного заказника регионального значения «Озеро Ирбитское и Болото Гладкое».

## Географическое положение
Озеро Ирбитское расположено северо-восточной части округа Сухой Лог, на границе с Артёмовским городским округом. Северный и западный берега высокие, по западному проходит грунтовая дорога, там расположен посёлок Малый Таушкан. На северо-западном берегу имеется заболоченный участок — к озеру подходят болота Молочиха и Клещевское с озером Клещево. Южный и восточный берега Ирбитского сильно заболочены, на восточном находится болото Лягушечье, с небольшим заболоченным озером Гладкое. Крупных рек, впадающих в озеро, нет, питание дождевое и снеговое. Высота над уровнем моря — 145 м. Из северной части озера вытекает река Шайтанка.

## Шайтанская канава
Начальный 10-километровый участок Шайтанки у озера представляет собой искусственное гидротехническое сооружение — Шайтанскую канаву, сооружённую в 1792 году по приказу С. С. Яковлева для обеспечения водой его заводов. Канал был прокопан для сброса части воды из озера через речку Шайтанку, естественный исток которой находился в стороне, в Шайтанский пруд и далее — в пруд Ирбитского железоделательного завода на реке Ирбит (в настоящее время это Красногвардейский пруд в посёлке Красногвардейский). Длина канавы более 10 км, ширина в некоторых местах достигает трёх метров, а глубина — до двух с половиной метров. В настоящее время канава представляет собой заболоченный участок хвойно-лиственного леса. Приток воды небольшой. Канава находится в стадии зарастания камышом.

## Археология
В конце 19 века на озере проводили раскопки писатель и археолог — любитель Д. Н. Мамин-Сибиряк, хранитель музея Уральского общества любителей естествознания А. Н. Гаккель, руководитель УОЛЕ Онисим Егорович Клер. При этом было сделано большое количество археологических находок времён неолита, раннего железного века, а также Молчановской культуры (VIII—IX века).

## История использования
Озеро богато рыбой. Принадлежащий казне водоём в XIX веке сдавали в аренду для рыбной ловли купцам из Шадринска и Камышлова. Рыбу сбывали в Екатеринбург, на Ирбитскую и Шадринскую ярмарки.
Н. К. Чупин в «Географическом и статистическом словаре Пермской губернии», изданном в 1873 году, писал: «Ирбитское озеро изобильно рыбою и составляет оброчную статью ведомства государственных имуществ. Говорят, будто лет сто тому назад в одну тоню невода, имеющего до 250 сажен длины, попадалось рыбы до 200 пудов и более. Но ныне редко случается изловить в одну тоню до 50 пуд».
После революции на озере работал рыболовецкий колхоз «Восход солнца», а позже Свердловский рыбкомбинат, который проводил зарыбление озера ценными породами рыб. На истоке реки построена перемычка для регулирования стока и предотвращения миграций рыбы, высотой 1,5 метра и длиной 70 метров.

## Гидрологические характеристики
Максимальная длина озера 6 км, максимальная ширина 4 км, средняя глубина 2,5 м, максимальная ‒ 5 метров. Площадь водосбора 64,7 км².
Объём озера 46,6 млн м³, площадь 19,1 км², по другим данным 17,9 км².

## Флора и фауна
Возвышенные западный и северный берега озера покрыты смешанными лесами. Болота на южном и восточном берегах низинные, осоковые.
В озере водятся окунь, чебак, щука, карась, линь, на заболоченных берегах гнездится водоплавающая птица. Озеро периодически страдает от зимних заморов рыбы.

## Охранный статус
Озеро входит в состав особо охраняемой природной территории регионального значения — «Озеро Ирбитское и Болото Гладкое». Общая площадь ландшафтного заказника 7408 га. Статус определён Постановлением правительства Свердловской области № 41-ПП от 17.01.2001 года «Об установлении категорий, статуса и режима особой охраны особо охраняемых природных территорий областного значения и утверждении перечней особо охраняемых природных территорий, расположенных в Свердловской области». Шайтанская канава имеет статус памятника природы областного значения, площадь охраняемой территории 7,2 га.

## Данные водного реестра
По данным государственного водного реестра России относится к Иртышскому бассейновому округу, водохозяйственный участок реки — Ница от слияния рек Реж и Нейва до устья, речной подбассейн реки — Тобол. Речной бассейн реки — Иртыш. Код объекта в государственном водном реестре — 14010501911111200010966.